# Мансур Алі
Мансур Алі, аль-Малік аль-Мансур Нур ад-Дін Алі бен аль-Малік аль-Муїзз Айбек (араб. الملك المنصور نور الدين على بن الملك المعز أيبك) — султан Єгипту з династії Бахрітів у 1257–1259 роках, син Айбека.
Спадкував трон у березні 1257 року. Справжніми правителями країни за п'ятнадцятирічного Алі були могутні еміри Санджар аль-Халабі, атабек султана, Санджар аль-Гатмі, лідер бахритів, і Сайф ад-Дін Кутуз, очільник мамлюків-муїззі. Незабаром Кутуз заарештував Санджара аль-Халабі, ставши фактично одноосібним правителем. Втім йому протистояв Аль-Мугіс Умар ібн Абу Бакр, емір Карака, за підтримки мамлюків-бахрі Бейбарса і Калауна виступив проти султана Мансур Алі. Проте Кутуз завдав їм поразки. 
Дізнавшись про монгольське вторгнення в Сирію, Кутуз дочекався, поки найнебезпечніші його противники з мамлюків бахріти і муїззі залишать Каїр, і 12 листопада 1259 року повалив Аль-Мансура Алі, якого звинувавив у нехтуванні звернення родича Ан-Насира юсуфа, еміра Алеппо, під загрозою монголів.
Колишнього султана, його брат Килич-хана та їхню матір було відправлено до Дам'єтти. Подальша доля точна невідома. Згідно Аз-Захабі згодом перебрався до Візантії, де прийняв християнство під ім'ям Михайло, одружився, мав нащадків й помер у 1300/1301 році. Згідно ж Ібн Ільяса до смерті тримався в Дам'єтті.